# 커큐민

커큐민

커큐민(영어: curcumin)은 인도산 울금(강황)에 주로 포함되어 있는 폴리페놀의 일종이다. 커큐민은 울금의 노란 색깔을 내는 것으로 알려져 있다.
커큐민은 약간 노란색을 띠며 음식에 색을 낼 때에 쓰이기도 한다. 식품 첨가물로서 E 코드는 E100이다.
여러 식품 및 의학 논문과 연구는 커큐민 및 커큐민과 관련되는 특정성분 PPAR-감마(Peroxisome Proliferator Activated Receptor-gamma)가  염증을 일으키는 매개인자를 차단하는 기제로 작용하며 항염 및 항산화 그리고 항균 효과가 있다고 밝히고 있다.

## 생합성
|                        |
| 커큐민 생합성 메커니즘 |